# Ennio Antonelli
Ennio Antonelli (Todi, 18 de noviembre de 1936) es un cardenal italiano de la Iglesia católica y presidente emérito del Pontificio Consejo para la Familia.
Fue ordenado sacerdote para la diócesis, el 2 de abril de 1960. Tiene un doctorado en estudios clásicos de la Universidad de Perugia.
El cardenal Antonelli fue capellán de la Asociación de Docentes Católicos y de varios grupos de Acción Católica, y también rector del seminario. Enseñó literatura e historia del arte y pronunció conferencias de teología dogmática en el Instituto Teológico de Asís, y estuvo asimismo profundamente involucrado en las actividades parroquiales.
Fue nombrado obispo de Gubbio el 25 de mayo de 1982 y ordenado el 29 de agosto. Construyó el nuevo seminario, el centro de pastoral diocesana y una casa para el clero. El 6 de octubre de 1988 fue nombrado arzobispo de Perugia-Città della Pieve, y renunció el 26 de mayo de 1995, tras su nombramiento como Secretario General de la Conferencia Episcopal Italiana. Ha ocupado diversas oficios dentro de la Conferencia Episcopal Italiana y ha participado activamente en los apostolados de hospitales, escuelas y universidades, la creación de capellanías y la creación de grupos de compromiso social y cultural.
El 25 de mayo de 1995 fue nombrado Secretario General de la Conferencia Episcopal Italiana para 5 años, y luego fue confirmado el 25 de mayo de 2000.
El 21 de marzo de 2001 sucedió al cardenal Silvano Piovanelli como arzobispo de Florencia.
El 7 de junio de 2008 fue nombrado Presidente del Consejo Pontificio para la Familia.
Es presidente emérito del Consejo Pontificio para la Familia desde el 26 de junio de 2012.
Fue creado y proclamado Cardenal por san Juan Pablo II en el consistorio del 21 de octubre de 2003, con el título de San Andrés de las Malezas.
Ha sido miembro de la Congregación para las Causas de los Santos; los Consejos Pontificios para la Pastoral de los Emigrantes e Itinerantes y para las Comunicaciones Sociales.
El cardenal Antonelli es generalmente visto como un progresista moderado, con un fuerte interés en la justicia social y la paz. En respuesta a las demandas de que la Iglesia denunciase a los católicos divorciados que eran candidatos a cargos políticos en la década de 1990, dijo que la Iglesia debería estar más preocupada por su trayectoria como políticos sin entrar en lo personal.

## Sucesión
| Predecesor: Alfonso López Trujillo | Presidente del Consejo Pontificio para la Familia (2008-2012)     | Sucesor: Vincenzo Paglia    |
| Predecesor: Thomas Joseph Winning  | Cardenal Presbítero de San Andrés delle Fratte (2003-al presente) | Sucesor: En el Cargo        |
| Predecesor: Silvano Piovanelli     | Arzobispo de Florencia (2001-2008)                                | Sucesor: Giuseppe Betori    |
| Predecesor: Cesare Pagani          | Arzobispo de Perugia-Città (1988-1995)                            | Sucesor: Giuseppe Chiaretti |
| Predecesor: Cesare Pagani          | Obispo de Gubbio (1982-1988)                                      | Sucesor: Pietro Bottaccioli |

## Escritos
- Ennio Antonelli, ed. (2011). XXX Anniversario della Familiaris Consortio (22 novembre 1981 - 22 novembre 2011). Pontificium Consilium pro Familia. p. 402.
- Ennio Antonelli (2008). Ha fatto risplendere la vita. Riflessioni sulla Pasqua. Città Nuova. ISBN 9788831173384.
- Ennio Antonelli (2007). Il verbo si fa carne. Riflessioni sul Natale. Città Nuova. ISBN 9788831173339.
- Ennio Antonelli, Zaira Zuffetti (2002). Beato Angelico: maestro di contemplazione. Àncora.